# Kostel svatého Jakuba Staršího (Chroustovice)
Kostel svatého Jakuba Staršího, apoštola, je barokní neorientovaná sakrální stavba z roku 1744, která se nalézá v centru městyse Chroustovice v okrese Chrudim. Je farním kostelem farnosti Chroustovice a je chráněna jako nemovitá kulturní památka ČR.

## Historie
Kostel v Chroustovicích se připomíná již v roce 1350 jako farní. Původní kostel byl v roce 1744 zbořen a nákladem hraběnky Marie Terezie Kinské ze Vchynic a Tetova (rozené Capece de Rofrano) téhož roku postaven nový. Střecha a věž kostela se zvony v roce 1856 shořely, obnoveny byly v roce 1858 nákladem Maxmiliána z Thurn-Taxisu, v roce 1898 prošel rozsáhlou rekonstrukcí.

## Popis

### Exteriér
Kostel má kněžiště orientované na jihozápad a hlavní vstup ze severovýchodu. Je to jednolodní stavba obdélného půdorysu, s patrovou hranolovou věží v průčelí, lodí a půlkruhově uzavřeným užším presbytářem. 
Věž v ose vstupního průčelí má čtvercový půdorys o délce strany 6,70 metru. V jejím přízemí je hlavní vchod do kostela tvořený pravoúhlým portálem s ostěním s uchy, nad ním je segmentová, vzhůru vzepjatá římsa a nad ní polokruhovitě uzavřené okno osvětlující kruchtu. Stejně utvářená okna v bocích přízemí jsou zazděná. V úrovni 1. patra věže probíhá hlavní mohutná fazetová římsa. Patro je ze tří stran prolomeno polokruhově uzavřenými okny, nad nimiž jsou ciferníky věžních hodin, profilovaná korunní římsa je nad ciferníky segmentově prohnutá. Věž je zakončena šestibokým jehlanem s makovicí. Okna a dveře mají ploché šambrány, stěny jsou hladké, členěné lizénami. 
Loď kostela je 23,4 metrů dlouhá a 12 metrů široká a je členěná pouze trojicí půlkruhově zakončených oken a jedním portálem po obou stranách. 
Presbytář široký 7,5 metru a 11 metrů dlouhý je osvětlen čtyřmi okny. K evangelijní straně presbyteria přiléhá sakristie, k protější epištolní straně knížecí oratoř.
Sedlová střecha kostelní lodi je po stranách věže ukončena barokními štíty s vázami na jejich koncích, nad presbytářem s pultovou střechou je umístěn sanktusník s křížem, střešní krytinu tvoří novodobé plechové šablony. Fasáda kostela je okrová.

### Interiér
Předsíň věže je klenutá valeně, kruchta a loď má valenou klenbou s lunetami, presbytář o jednom poli křížové klenby bez žeber je zakončen konchou s širokými pasy. Klenba je v kněžišti nesena meziokenními pilastry, v lodi dvojicemi pilastrů s římsovými hlavicemi nesoucími kládí, nároží lodi jsou zaoblena.

### Zařízení kostela
Vybavení interiéru je rokokové. Hlavní oltář je dvoudílný s ústředním obrazem apoštola Jakuba v rokokovém rámu neseném anděly, boční oltáře svatého Jana Nepomuckého a Bolestné Panny Marie z poloviny 18. století mají také rokokově vyřezávané rámy, mariánský oltář je doplněn soškou Panny Marie Bolestné ze 17. století. Rokoková kazatelna s vyřezávaným schodištěm je zdobená reliéfy evangelistů a sochu Dobrého pastýře. Cínová křtitelnice nese letopočet 1510. Podle popisu kostela z roku 1882 byly v kostelní věži čtyři zvony, zvon svatého Jakuba Většího z roku 1858, zvon svatého Vavřince a Floriána z roku 1750, zvon svatého Františka a Václava a čtvrtý neurčený zvon. Podle soupisu památek z roku 1902 byly tři původní zvony nově přelity v roce 1858 (dva z roku 1750 a zvon z roku 1782 od pražského zvonaře Jiřího Jana Kühnera), čtvrtý zvon z roku 1750 byl 22,5 cm vysoký o průměru 31 cm a na plášti měl reliéf svatého Jana Nepomuckého. Za války byly zvony zrekvírovány a ponechán byl pouze umíráček.

## Galerie

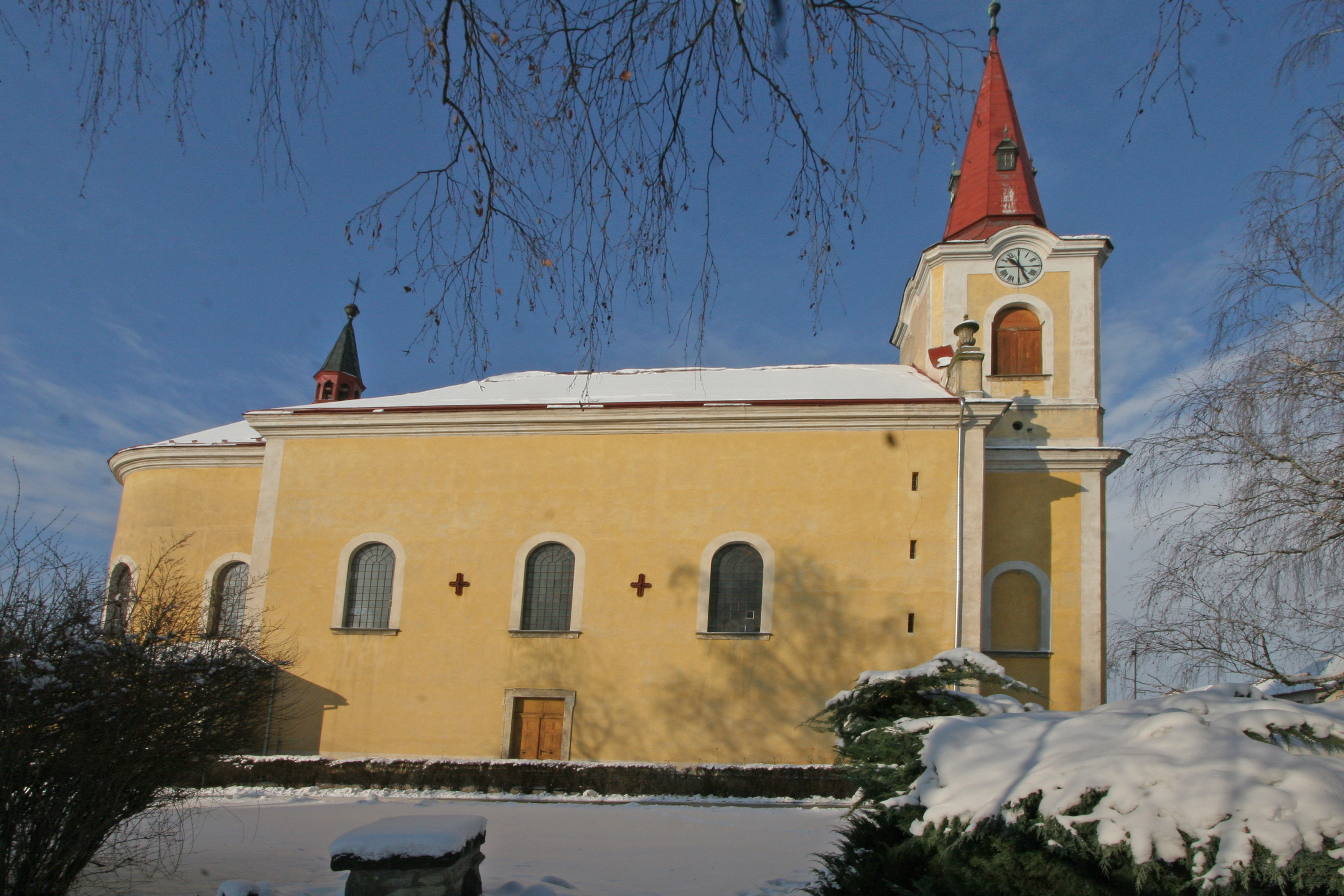
kostel svatého Jakuba Většího v Chroustovicích